# ZIS-5
El ZIS-5 fue un camión de fabricación soviética, que se produjo entre 1933 y 1944. Tuvo mucho éxito debido a su sencillez mecánica y a su bajo costo de fabricación. Se produjeron alrededor de 1 millón de unidades. Tenía un motor de 6 cilindros y 5555 cc, que daba una potencia de 74 CV.
También hubo una variante de 3 ejes, el ZIS-6.

## Inicios
En 1931 la Empresa de Automotores de Moscú/fábrica de camiones Avtomobilnoe Moskovskoe Obshchestvo (AMO; en ruso: Автомобильное Московское Общество) se amplió con asesoramiento de la compañía estadounidense A.J. Brandt Co., y empezó a producir un camión nuevo que se designó como AMO-2, un vehículo destinado a sustituir al anterior AMO-F15, el primer camión construido por los soviéticos (que era una copia del Fiat F-15)
Al poco el AMO-2 fue mejorado y aparecieron los modelos AMO-3 y AMO-4. En 1933 se renovó de nuevo la fábrica y cambió de nombre: Zavod Imeni Stalina N.º 2 (o Fábrica Stalin Número 2, abreviado a ZIS o ZiS) y en octubre salieron de la cadena los primeros modelos del ZIS-5.
A la muerte de Stalin, la fábrica pasó a llamarse ZIL.

## Historial de producción
La producción en serie comenzó el 1 de octubre de 1933. El camión tuvo un éxito inmediato y, junto con el GAZ-AA (versión bajo licencia del Ford AA), se convirtió en el principal camión soviético de la década de 1930 hasta la década de 1950. También equipó a las Fuerzas Armadas soviéticas: al comienzo de la Operación Barbarroja, el Ejército Rojo desplegó 104 200 de estos camiones.
En otoño de 1941, ante la invasión alemana, se detuvo la producción de la factoría de Moscú y ZIS se trasladó a Uliánovsk (a orillas del Volga) y a Miass (en la región de Cheliábinsk, en los Urales). La producción en Uliánovsk asignada a la UAZ comprendió el periodo entre febrero de 1942 hasta el año de 1944, mientras que la planta de ZIS en Uliánovsk comenzó en julio de 1944; La ZIS fabricaba radiadores con su marca y los produjo hasta 1955, bastante más tarde del final de la guerra.
Mientras tanto, la fábrica de Moscú reanudó la producción de estos camiones en abril de 1942, y siguió hasta 1948, cuando se empezó a producir el ZIS-50 (el ZIS-5 con un motor nuevo).
En 1955 la ZIS también modificó el ZIS-5, con una nueva motorización y guardabarros nuevos, diferentes de los originales, de antes de la guerra. Este modelo recibió el nombre de ZIS-355 o ZIS-6.

## El ZIS-5V

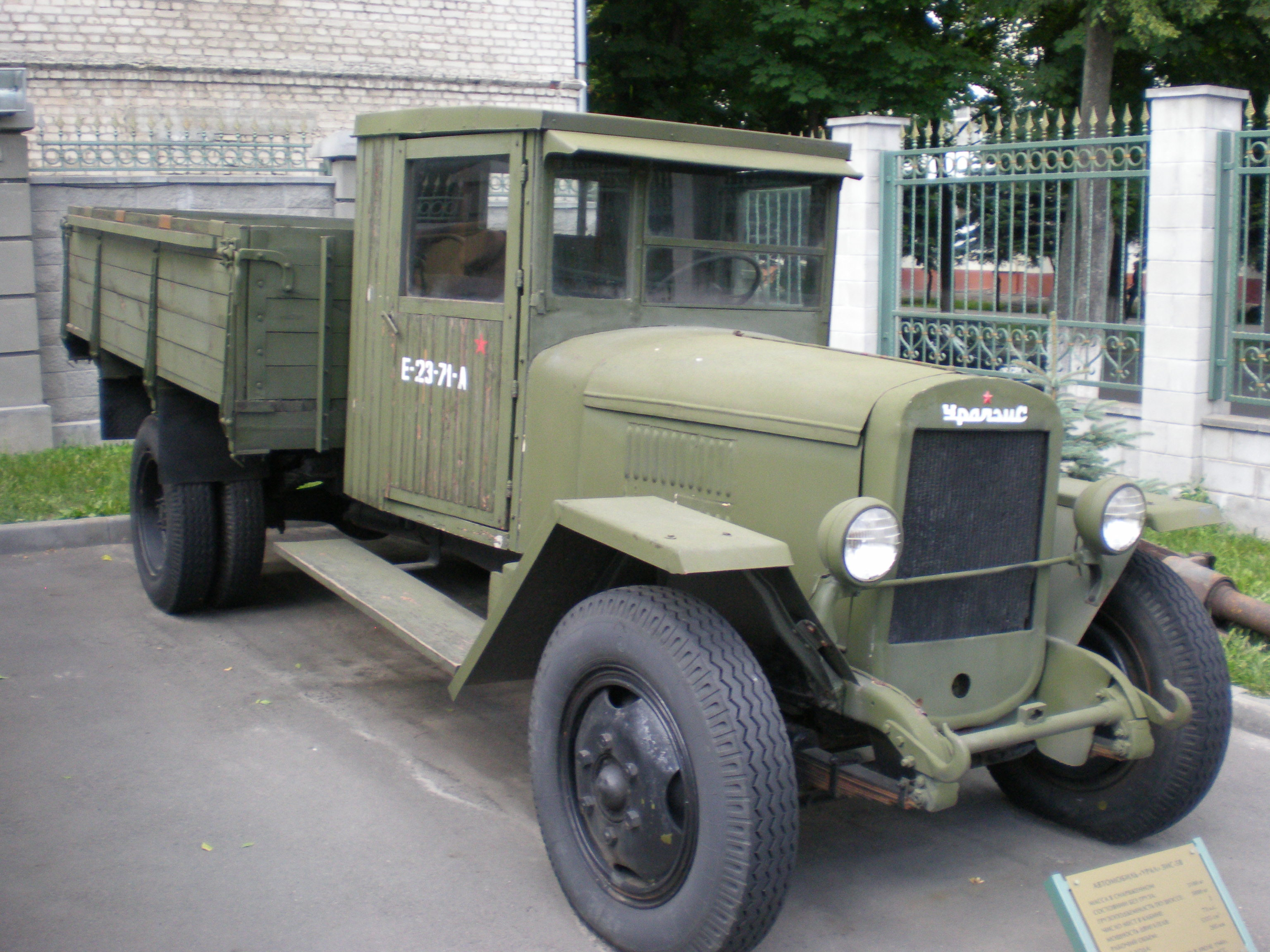
ZIS-5V.

Cuando en 1941 empezó la guerra, la escasez de materias primas obligó a cambiar la construcción del ZIS-5. Se hicieron cambios para simplificar la fabricación: los guardabarros estampados se sustituyeron por guardabarros planos, plegados, la cabina y los estribos se hicieron de madera, se prescindió de los frenos en el tren delantero y la puerta trasera era solo basculante. A veces se quitó el faro derecho, y desaparecieron los intermitentes. 
Este modelo simplificado, llamado ZIS-5V, se produjo desde mayo de 1942 en Uliánovsk, y más tarde en Moscú y Miass. El total de la producción de este vehículo llegó alrededor de un millón de unidades (entre todas las plantas). Durante la guerra se produjeron unas 83 000 unidades del ZIS-5 en sus dos versiones.

## Exportaciones
El ZIS-5 fue el primer vehículo soviético que se exportó. En 1934 Turquía compró un lote de 100 camiones; posteriormente se vendió a Afganistán, Irak, Irán, China, Letonia, Lituania, Estonia, Mongolia y Rumanía.

### Historia en España
El gobierno de la República recibió un gran número de unidades. Su uso en España fue de lo más variado. En el ejército republicano se emplearon en carga, remolque de piezas de artillería, ambulancia, etc. Durante la guerra civil española el Gobierno republicano fabricó numerosos vehículos blindados. La fábrica naval de la Unión Naval de Levante (fábrica secreta N.º 22) construyó bajo dirección soviética, el que es considerado como uno de los mejores automóviles blindados de la guerra, el UNL-35. Estos vehículos se basaron principalmente en los camiones soviéticos ZIS-5 y Ford 817T. Los blindados UNL-35 fueron fabricados entre principios de 1937 y marzo de 1939 sobre chasis de ZIS-5, produciéndose unas cinco unidades por mes. Se estima que se fabricaron entre 140 y 200 unidades en total.

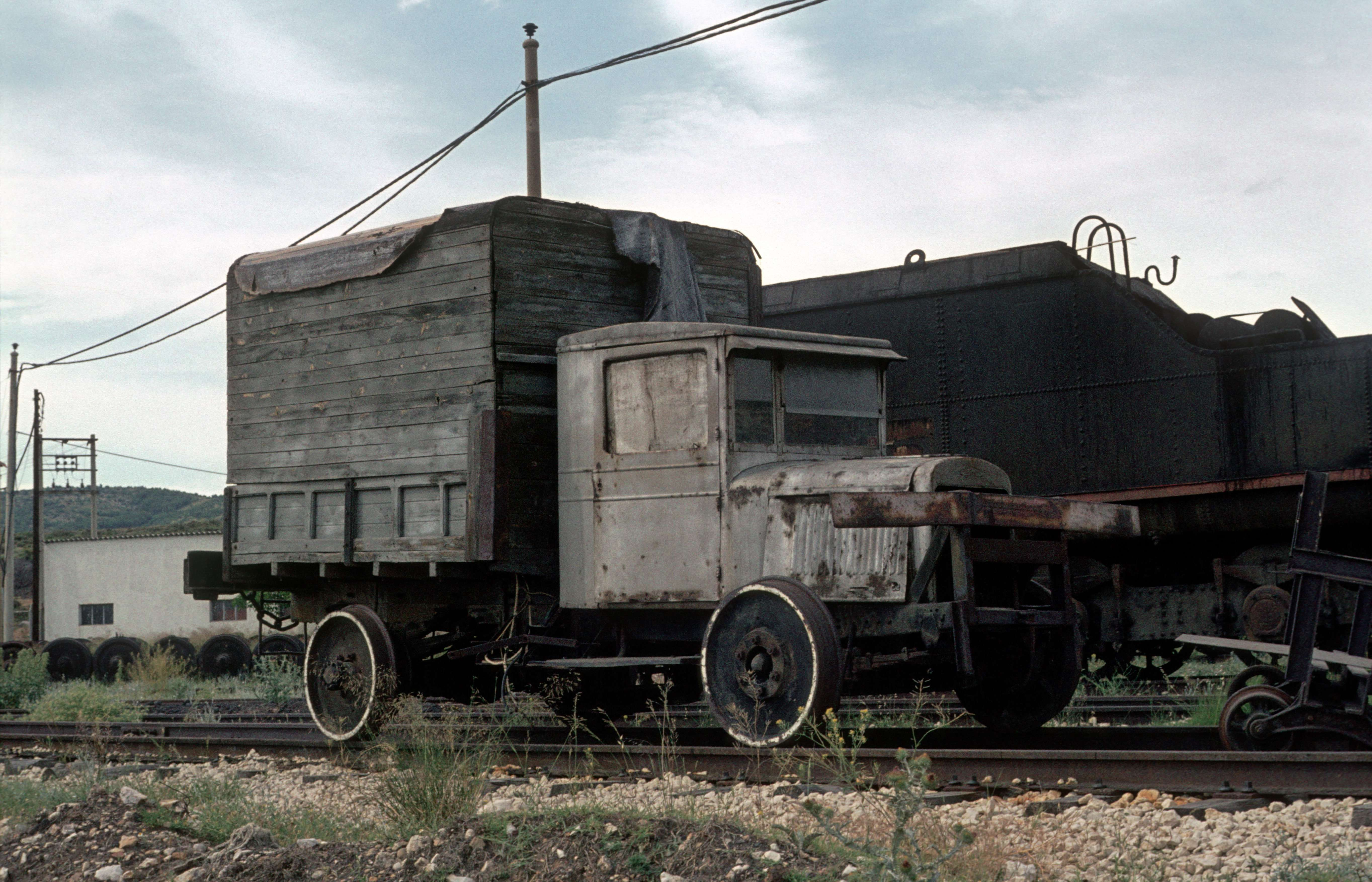
Camión 3HC en España que fue adaptado para su uso ferroviario en la línea Andorra-Escatrón, 1982.

Sus siglas ZIS, en grafía cirílica, ЗИС, se aproxima a 3HC, por lo que fue conocido como el Tres hermanos comunistas.
En la guerra muchos fueron destruidos. Al finalizar la guerra quedó todavía un número importante en buen estado o para ser aprovechadas sus piezas o componentes.
Los ZIS-5 supervivientes pasaron en unos casos a instituciones públicas y privadas. Fueron fundamentales dada la situación de la economía española y fueron piezas básicas en multitud de grandes obras civiles de toda índole. Los camiones supervivientes de la Guerra Civil continuaron trabajando durante varias décadas, pasando por todo tipo de transformaciones. Tras el racionamiento, se equiparon con gasógenos. Eduardo Barreiros adquirió unos 2000 para equiparlos con motor Barreiros. En la década de los cincuenta muchos se equiparon con motores Diesel, Barreiros o Perkins.